# Platycapnos spicatus
Platycapnos spicatus là một loài thực vật có hoa trong họ Anh túc. Loài này được (L.) Bernh. miêu tả khoa học đầu tiên năm 1833.